# Asplenium ticinense
Asplenium ticinense är en svartbräkenväxtart som beskrevs av D.E.Meyer. Asplenium ticinense ingår i släktet Asplenium och familjen Aspleniaceae. Inga underarter finns listade.